# Cyperus paniceus
Cyperus paniceus là loài thực vật có hoa trong họ Cói. Loài này được (Rottb.) Boeckeler mô tả khoa học đầu tiên năm 1870.